# Anadendrum
Anadendrum Schott  é um género botânico pertencente à família Araceae.

## Especies
- Anadendrum affine
- Anadendrum angustifolium
- Anadendrum cordatum
- Anadendrum ellipticum
- Anadendrum latifolium
- Anadendrum lobbi
- Anadendrum medium
- Anadendrum montanum
- Anadendrum superans
- Lista completa